# Reilingen
Reilingen – miejscowość i gmina w Niemczech, w kraju związkowym Badenia-Wirtembergia, w rejencji Karlsruhe, w regionie Rhein-Neckar, w powiecie Rhein-Neckar-Kreis, wchodzi w skład wspólnoty administracyjnej Hockenheim. Leży ok. 15 km na południowy zachód od Heidelbergu, przy autostradzie A6 i drodze krajowej B39.

## Polityka
| Wybory 2004       |          |         |
| Partia            | Poparcie | Miejsca |
| CDU               | 34,67%   | 7       |
| FWV               | 28,73%   | 5       |
| SPD               | 23,24%   | 4       |
| FDP               | 13,36%   | 2       |
| Frekwencja: 57,9% |          |         |

## Galeria

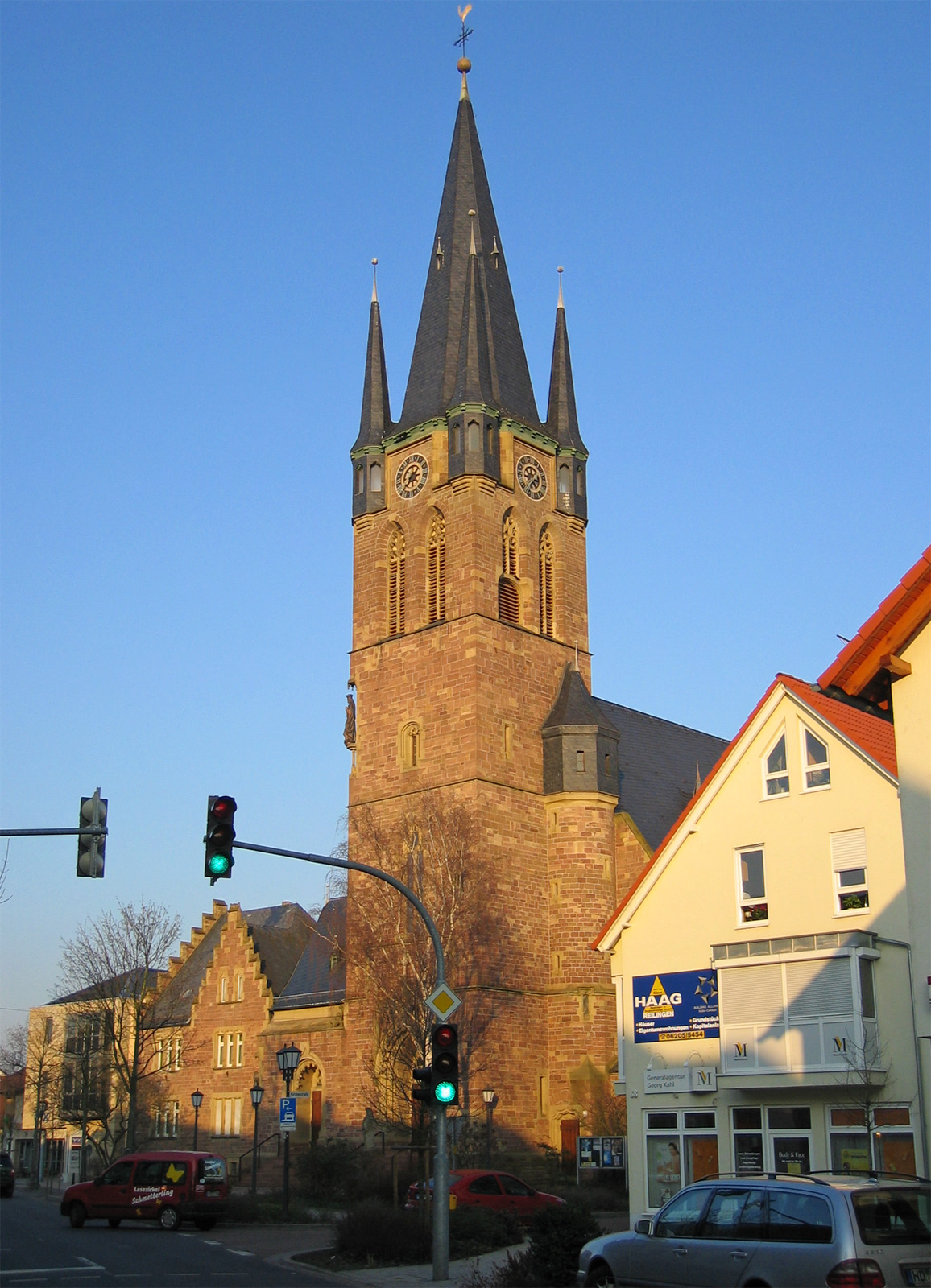
Kościół katolicki
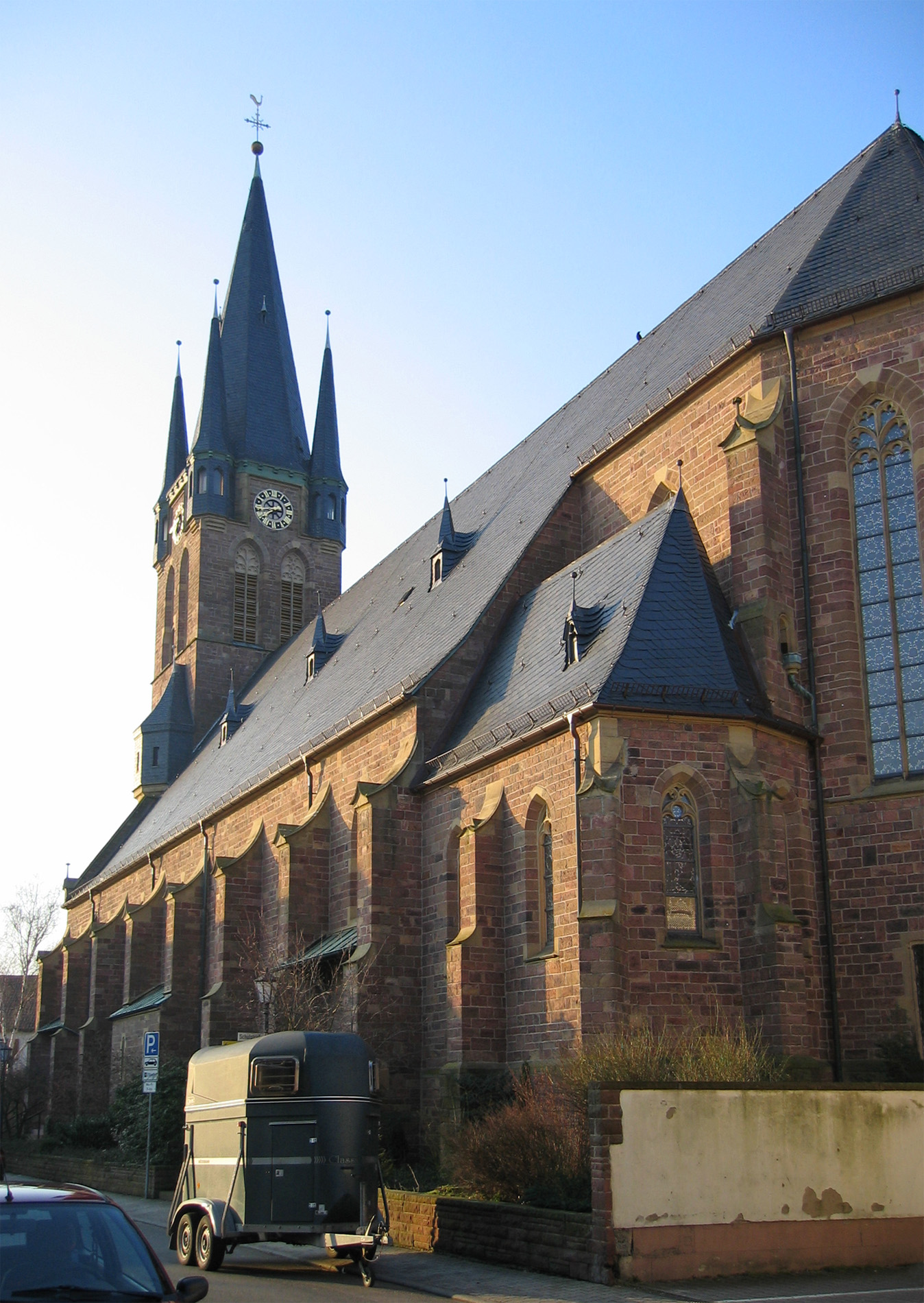
Kościół katolicki
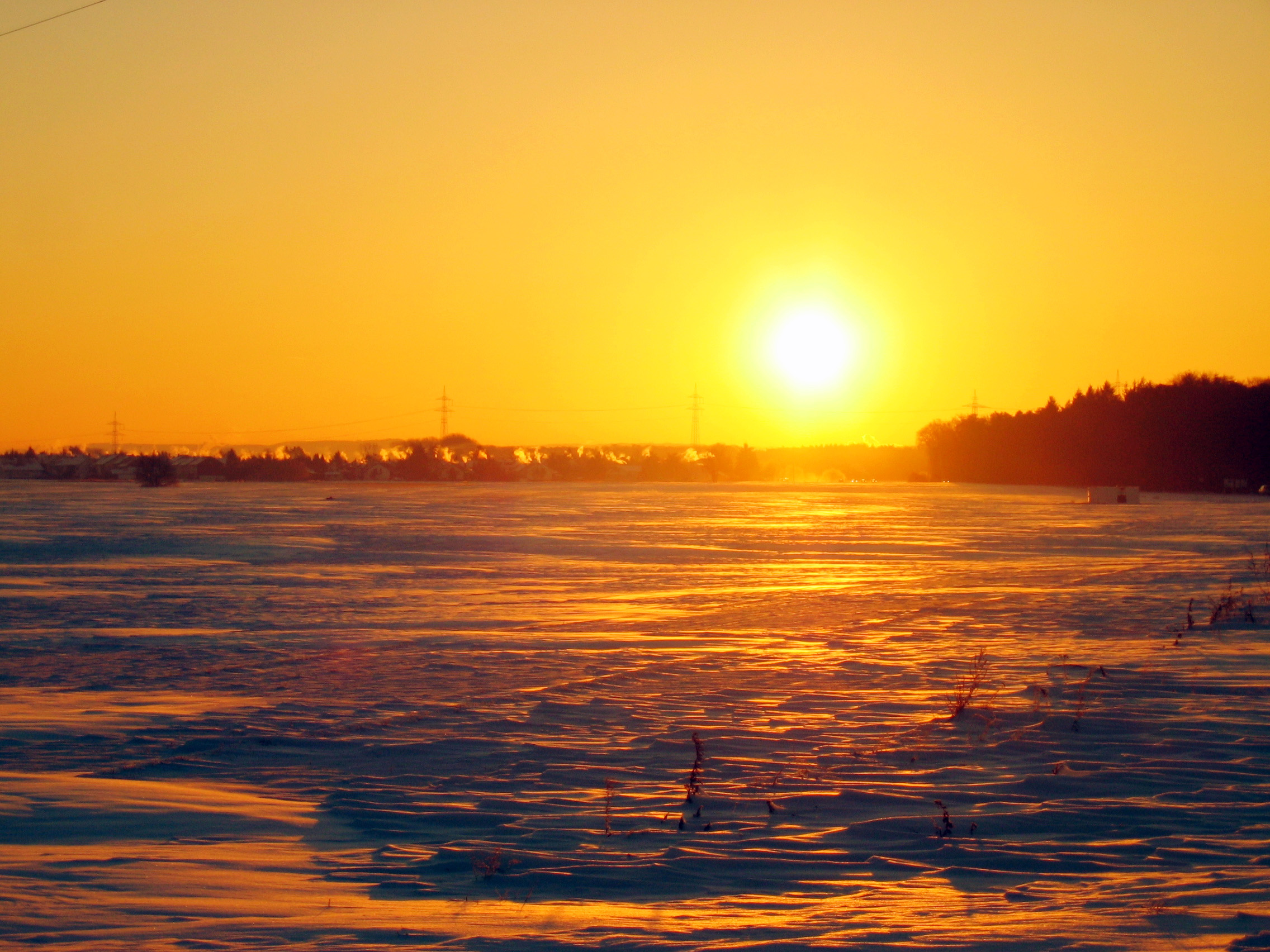
Zachód słońca